# Værdibaseret ledelse
 Der er for få eller ingen kildehenvisninger i denne artikel, hvilket er et problem. Du kan hjælpe ved at angive troværdige kilder til de påstande, som fremføres i artiklen.

Siden starten af 1990'erne, da ideerne om værdibaseret ledelse begyndte at komme frem, har begrebet opnået stor popularitet. Mange virksomheder og organisationer både i den offentlige, private og frivillige sektor bekender sig til værdibaseret ledelse og har formuleret værdigrundlag og på andre måder søgt at definere de værdier, som tænkes at udgøre essensen i virksomheden. Der kan være mange formål involveret i disse bestræbelser, men en hyppig hensigt er at sikre, at alle medarbejdere kan identificere sig med virksomhedens mål og midler. Et andet udbredt fælles træk i forståelsen af værdibaseret ledelse er at se det som en ledelsesform, hvor den primære ledelsesopgave er at skabe en fælles forståelse af og holdning til organisationen, dens kerneopgave og dens omverden. Mange forbinder desuden værdibaseret ledelse med disse kendetegn: 
- Få, eller ingen, bureaukratiske regler og kontroller
- En høj grad af medarbejderinvolvering og/eller –indflydelse
- Ledelse ud fra missioner, visioner og værdigrundlag
- Dialog med organisationens interessenter
- Fokus på ’bløde’ værdier
- Social ansvarlighed
- Uformelle omgangsformer og åbne miljøer
- Interesse for organisationskultur og branding

En væsentlig del af forklaringen på udbredelsen af værdibaseret ledelse er, at det i praksis dækker over ledelsesformer og -opfattelser, som er forskellige. Samtidig kan det hævdes, at al ledelse er værdibaseret - spørgsmålet er blot, hvilke værdier den er baseret på. Da der således er en ret uklar sprogbrug og vanskeligheder med at formulere en tydelig og alment accepteret definition, kan et alternativ være at se på fem af de vigtigste tilgange til værdibaseret ledelse. 

## Diskursetik og etisk regnskab
Med Ole Thyssen og Peter Pruzan på Handelshøjskolen i København som ophavsmænd blev der i slutningen af 1980’erne og frem udviklet en version af værdibaseret ledelse, der rummer en bestræbelse på at demokratisere ledelsen af virksomheder og organisationer. En grundtanke er, at alle legitime interessenter (på engelsk: stakeholders) skal inddrages i dialog om formuleringen af et værdigrundlag og i opfølgningen på, hvor godt det lykkes at leve op til det. De legitime interessenter er alle, der har noget i spil i forhold til virksomhedens eller organisationens aktiviteter, fx ejere, medarbejdere, kunder, leverandører, naboer eller samarbejdspartnere. Teoretisk og filosofisk bygger ideerne på den diskursetik, som den tyske sociolog og filosof Jürgen Habermas har udviklet.

Det stærke fokus på at sikre repræsentation af legitime interessenter kan ses som en modsætning til mere autoritære ledelsesformer, som sigter mod snævre økonomiske mål om effektivitet og profit. Konkrete projekter og resultater af denne tilgang er fx de etiske regnskaber, som bl.a. SparNord og en lang række offentlige institutioner og organisationer udarbejdede, primært i 1990’erne. De etiske regnskaber kan desuden opfattes som forløbere for den bredere og mere omfattende rapportering og regnskabsaflæggelse, der senere er blevet almindelig for større virksomheder, fx med NovoNordisks tredobbelte bundlinje der rapporterer sociale og miljømæssige ved siden af de sædvanlige finansielle resultater.

## Ledelse på basis af fælles tavse værdier
Med Verner C. Petersen som førende teoretiker blev der på Handelshøjskolen i Aarhus fra omkring 1990 udviklet en udgave af værdibaseret ledelse, der kan defineres som ledelse på basis af fælles tavse værdier. Ligesom der findes tavs viden, er det her en grundtanke, at mange af vores grundlæggende værdier i deres natur er tavse – det betyder, at vi ikke kan udtrykke værdierne, men vi kan uden besvær afgøre, om en given adfærd er i overensstemmelse med eller strider mod dem. Når værdierne ikke kan udtrykkes, har dialog og formelle værdigrundlag begrænset virkning, og efter denne tilgang sættes der langt stærkere fokus på ledernes eksempelsættende adfærd, fx gennem principbeslutninger og måden beslutningerne gennemføres på.

Betoningen af tavse værdiers betydning kan ses som en modsætning til mere mekaniske ledelsessystemer, der bygger på traditionelle bureaukratiske virkemidler som regelstyring og resultatmåling. Konkrete projekter og resultater af denne tilgang omfatter bl.a. deltagelse i en større decentraliseringsproces i Jyske Bank og udvikling af alternative evalueringsmetoder.

## Organisationskultur, identitet og branding
I arbejdet med organisationskultur, virksomhedsidentitet og ’corporate branding’ opereres der ofte med en opfattelse af værdibaseret ledelse som afledt af andre primære formål, fx afsætningsøkonomi eller virksomhedskommunikation. Teoretisk er det bl.a. Majken Schultz og Mette Morsing fra Handelshøjskolen i København, der har markeret sig inden for denne tilgang, og der findes en særdeles omfattende international litteratur med Edgar Schein som en af de klassiske forfattere, der kan trækkes på. Formulering af virksomhedens eller organisationens mission og vision er sammen med udvikling af både intern og ekstern kommunikation efter denne tilgang centrale virkemidler for at lede aktiviteterne.

Bestræbelsen på at skabe sammenhæng og helhed i organisationens kommunikation og øvrige måde at præsentere sig på over for sine interessenter kan ses som en modsætning til mere snævre, formelt og teknisk orienterede måder at tilrettelægge information og kommunikation på. Mange informations- og markedsføringskampagner, kommunikationsstrategier, grafiske og indretningsmæssige nyskabelser har været stærkt påvirket af ideer fra denne tilgang.

## Skabelse af mening
Med organisationers skabelse af mening for deres medarbejdere som et gennemgående tema tegner der sig en fjerde tilgang til værdibaseret ledelse, der betoner værdiernes emotionelle eller i visse tilfælde spirituelle dimension - dermed bliver det også tydeligt, at værdierne spiller en meget aktiv rolle for medarbejdernes motivation. Eksempler på denne tilgang findes bl.a. hos Steen Hildebrandt og Lars Kolind. Nogle af de centrale værdier, der antages at bidrage til at skabe mening og motivation, er fx bæredygtighed og ansvarlighed, herunder virksomhedernes sociale ansvar (CSR – corporate social responsibility).

Arbejdet på at skabe mening i virksomhedens aktiviteter kan ses som en modsætning til ledelsessystemer, der bygger på rent økonomiske motivationsfaktorer. Meget produkt- og ideudvikling inden for mange typer af virksomheder har været influeret af tænkningen i denne tilgang til værdibaseret ledelse.

## Maksimering af materielle værdier
I Danmark er det relativt sjældent at møde den opfattelse, at værdibaseret ledelse drejer sig om at maksimere de materielle værdier, altså øge virksomhedernes profit eller organisationernes økonomiske effektivitet. Det skal dog bemærkes, at alle de fire øvrige nævnte opfattelser af værdibaseret ledelse typisk anerkender, at det i en markedsøkonomi er nødvendigt at have en effektiv drift, der forrenter alle investerede midler. Selv om der sideløbende forfølges bløde værdier og immaterielle mål, er materielle værdier således også vigtige.
I international litteratur er det derimod meget udbredt, at ’valuebased management’ refererer til isoleret maksimering af det økonomiske overskud, se fx Copeland et al. (1994) eller http://www.valuebasedmanagement.net/ hvor hovedparten af indholdet og henvisningerne er udtryk for denne opfattelse af værdibaseret ledelse.

## Kritik
Undersøgelser af værdiarbejdet har påvist, at eksempelvis danske virksomheders værdier generelt falder inde for den samme gruppe – altså vil man i praksis se forskellige virksomheder, som alligevel deler de samme værdier og meget ens virksomheder med vidt forskellige værdigrundlag (Bordum, 2010).
Flere undersøgelser af og rapporter om psykisk arbejdsmiljø har peget på, at værdibaseret ledelse har været medvirkende til det stigende antal sygemeldinger med baggrund i arbejdsbetinget stress, der har kunnet iagttages efter årtusindeskiftet. Baggrunden antages almindeligvis at være den grænseløshed, medarbejderne kan opleve ved visse former for værdibaseret ledelse.